# Chrysophyllum arenarium
Chrysophyllum arenarium – gatunek drzew należących do rodziny sączyńcowatych. Występuje w Ameryce Południowej, na obszarze Brazylii.